# Walter Butler
För andra betydelser, se Walter Butler (olika betydelser).
Walter Butler, född före 1578, avliden 25 december 1634 i Schorndorf, krigare, härstammande i femte led från en yngre son till den tredje earlen av Ormonde.
Butler omtalas först som överstelöjtnant i sin släkting James Butlers regemente och utmärkte sig i spetsen för detta vid försvaret av Frankfurt an der Oder mot svenskarna i april 1631. Butler blev därvid svårt sårad och tagen till fånga, men lösköptes efter 6 månaders fångenskap, stred i Schlesien vid den kejserliga hären under Rudolf von Tiefenbach, värvade trupper i Polen och fick av Wallenstein i uppdrag att försvara dennes eget furstendöme Sagan. På våren 1634 bröt han på Wallensteins order upp från sitt vinterkvarter vid gränspassen mellan Böhmen och Övre Pfalz för att tåga till Prag. 
På vägen mötte han vid Mies nära Pilsen av en tillfällighet Wallenstein, åtföljde sedan under stigande misstro denne till Eger, invigdes delvis i hans planer, men sände 23 februari sin kaplan till Ottavio Piccolomini med trohetsförsäkran och en mystisk antydan om att försynen kanske skulle nödga honom till en heroisk bragd. Innan Piccolominis uppmuntrande svar hann anlända, hade Butler med skottarna John Gordon och Walter Leslie avtalat och utfört mordplanen 25 februari 1634. Butler tog nästa morgon av soldaterna och stadens borgare trohetsed till kejsaren samt utfärdade jämte Gordon en proklamation om Wallensteins förrädiska stämplingar. 
För sin gärning belönades han med grevligt stånd, fick äganderätten till det irländska dragonregemente han kommenderade samt fick med Wallensteins forna gods Friedberg. Butler deltog med utmärkelse i slaget vid Nördlingen 1634, sändes därpå att besätta ett par städer i Württemberg och avled under denna expedition i Schorndorf 25 december samma år. Hans gods och grevetitel övergick till en frände, vars släkt 1732 flyttade till Bayern. Butlers strider är skildrade i regementskaplanen Thomas Carves Itinerarium (1639, omtryckt 1859), hans deltagande i mordet på Wallenstein av regementskaplanen Patrick Taaffe (dennes relation är tryckt i Mailath, "Geschäfte des österreichische Kaiserstaats", del 3, 1842).